# Спиридонов, Юрий Сергеевич
Юрий Сергеевич Спиридонов (9 июля 1948) — советский футболист, атакующий полузащитник и нападающий. Сыграл 5 матчей в высшей лиге СССР. Мастер спорта.
Воспитанник московской ФШМ. 8 мая 1967 года дебютировал в Высшей лиге Чемпионата СССР в составе московского «Торпедо» в домашней игре против «Крыльев Советов». В том сезоне Спиридонов провёл за команду три матча, в дальнейшем несколько лет выступал только за дубль чёрно-белых, весной 1971 года принял участие в двух матчах за основной состав во время выезда в Закавказье.
В ходе сезона 1971 года перебрался в тульский «Металлург», Позднее выступал за «Искру» (Смоленск), в которой проходил военную службу. В 1975 году перешёл в московский «Локомотив», но не пробился в основной состав и был отдан калужским одноклубникам. Весной 1976 года выступал за владимирское «Торпедо», дебютировал 18 апреля 1976 года в матче против «Динамо» (Махачкала), первый гол забил 1 июня 1976 в матче против «Динамо» (Киров). Уже в августе 1976 года играл за ярославский «Шинник», позднее вернулся в калужский «Локомотив». Последние годы своей карьеры провёл в «Шахтёре» (Караганда).